# Yangfan 966
Yangfan 966 bezeichnet einen Containerschiffstyp. Der Schiffstyp wird teilweise auch als Maric 900 bzw. Zhejiang 950 bezeichnet.

## Geschichte
Der Schiffstyp wurde vom Marine Design & Research Institute of China entworfen. Die Schiffe wurden zwischen 2004 und 2012 für verschiedene Auftraggeber auf der Werft Zhejiang Yangfan Ship Group gebaut.

## Beschreibung
Die Schiffe werden von einem Viertakt-Achtzylinder-Dieselmotor des Typs MAN B&W 8L48/60 mit 9600 kW Leistung angetrieben. Der Motor wirkt über ein Untersetzungsgetriebe auf einen Verstellpropeller. Die Schiffe sind mit zwei mit 300 bzw. 500 kW Leistung angetriebenen Bugstrahlrudern ausgestattet. Für die Stromerzeugung stehen ein vom Hauptmotor mit 2000 kW Leistung angetriebener Wellengenerator sowie zwei von MAN-B&W-Dieselmotoren mit 910 kW Leistung angetriebene Generatoren zur Verfügung. Weiterhin wurde ein von einem Dieselmotor angetriebener Notgenerator verbaut. Hier kamen teilweise unterschiedliche Motoren und Generatoren zum Einsatz. Die Leistung des Motors für den Notgenerator beträgt je nach verbautem Motorentyp rund 600 kW.
Die Schiffe verfügen über vier Laderäume. Die Laderäume sind mit Cellguides ausgestattet. Sie sind mit Pontonlukendeckeln verschlossen. Auf der Back befindet sich ein Wellenbrecher zum Schutz der an Deck stehenden Container vor überkommendem Wasser.
In Laderaum 1 können drei 20-Fuß-Container, in Laderaum 2 können zwei 20-Fuß-Container und in Laderaum 3 und 4 jeweils vier 20-Fuß-Container hintereinander geladen werden. An Deck stehen weitere Containerstellplätze zwischen Laderaum 4 und dem Deckshaus zur Verfügung, wo weitere zwei 20-Fuß-Container hintereinander geladen werden können (hier befinden sich im Rumpf der Maschinenraum und weitere technische Betriebsräume). In Laderaum 1 können drei bzw. fünf Container übereinander und bis zu sechs Container nebeneinander, in den Laderäumen 2 bis 4 können vier Container übereinander und bis zu sieben Container nebeneinander geladen werden. Auf den Lukendeckeln und an Deck können bis zu sieben Lagen übereinander und bis zu neun Container nebeneinander geladen werden. Die vordersten Stellplätze auf Luke 1 können nur 20-Fuß-Container aufnehmen, auf den anderen Stellplätzen können 20- oder 40-Fuß-Container geladen werden. Die Schiffe können an Deck auch 45- und 49-Fuß-Container befördern. Sie sind mit 252 Anschlüssen für Kühlcontainer ausgestattet. 124 Anschlüsse befinden sich in den Laderäumen 2 bis 4, 128 Anschlüsse befinden sich an Deck.
Die Tankdecke kann mit 12 t/m² belastet werden. Das maximale Gewicht eines Containerstapels in den Laderäumen beträgt 100 t bei 20-Fuß-Containern bzw. 140 t bei 40-Fuß-Containern. Die Lukendeckel können mit 1,75 t/m², das Deck vor dem Deckshaus kann mit 2,5 t/m² belastet werden. Das Maximalgewicht eines Containerstapels auf den Lukendeckeln beträgt 60 t bei 20-Fuß-Containern bzw. 90 t bei 40-Fuß-Containern. Auf dem Lukendeckel 1 ist das Gewicht eines Containerstapels auf 45 t bei 20-Fuß-Containern bzw. 60 t bei 40-Fuß-Containern beschränkt. Das Gewicht der Containerstapel auf den Stellplätzen direkt vor dem Deckshaus darf maximal 80 t bei 20-Fuß-Containern bzw. 120 t bei 40-Fuß-Containern betragen.
Die Containerkapazität beträgt 966 TEU. Bei homogener Beladung mit 14 t schweren Containern können insgesamt 604 TEU geladen werden. Die Angaben zur Containerkapazität unterscheiden sich bei den Schiffen teilweise leicht.
Die Schiffe sind auf der Backbordseite mit zwei elektrohydraulisch angetriebenen Kränen ausgestattet. Die Kräne können jeweils 45 t heben.
Das Deckshaus befindet sich im hinteren Teil der Schiffe. Auf dem Hauptdeck befinden sich hier unter anderem verschiedene technische Betriebsräume, der Maschinenkontrollraum, eine Umkleide, Lagerräume und eine Kammer für die Suezkanalbesatzung. Darüber befindet sich das Poop-Deck, unter anderem mit einem Büro, Kombüse und Offiziers- bzw. Mannschaftsmesse sowie weiteren Betriebs- und Lagerräumen. Oberhalb des Poop-Decks befinden sich fünf Decks mit den Kabinen für die Schiffsbesatzung – insgesamt stehen 17 Kabinen zur Verfügung –, einem weiteren Büro, einem Aufenthaltsraum und einer Krankenstation. Auf dem darüberliegenden Deck befindet sich die Brücke. Sie erstreckt sich über die gesamte Breite des Schiffes und ist vollständig geschlossen. Am Heck befindet sich auf der Backbordseite ein Freifallrettungsboot.

## Schiffe (Auswahl)
| Yangfan 966      | Yangfan 966 | Yangfan 966 | Yangfan 966    | Yangfan 966 |
| Bauname          | Baunummer   | IMO-Nummer  | Ablieferung    | Spätere Namen und Verbleib |
| ---------------- | ----------- | ----------- | -------------- | --- |
| Helene           | 2018        | 9308596     | Mai 2004       | 2012: Vega Pollux, 2015: Vega Omikron, 2021: Alpha Legacy, 2021: Contship Ana                                                       |
| Colleen          | 2020        | 9308613     | Januar 2006    | 2006: Dole Guatemala, 2009: Melfi Cristobal, 2011: Colleen, 2012: Vega Beta, 2016: Contship Fun                                     |
| Pauline          | 2022        | 9319595     | April 2006     | 2013: Vega Carina, 2016: Vega Hercules, 2022: Contship Pep                                                                          |
| Medbay           |             | 9347786     | 2006           | 2008: MCC Sinag, 2010: Medbay, 2013: Vega Auriga, 2014: Hanse Reliance, 2016: DP Ability, 2016: Contship Max                        |
| Heinrich Sibum   | 2034        | 9347815     | Februar 2007   | 2016: Chance, 2017: Contship Sun |
| Hoheweg          | 2035        | 9362956     | März 2008      | 2008: CMA CGM Agadir, 2017: Hoheweg, 2020: Helene                                                                                   |
| Hoheriff         | 2036        | 9366225     | Oktober 2007   | 2008: MSC Sulo, 2009: Hoheriff, 2020: Artemis                                                                                       |
| Hoheplate        | 2037        | 9366237     | Oktober 2007   | 2017: AS Laetitia, 2022: Hoheplate                                                                                                  |
| Hohebank         | 2057        | 9435818     | Dezember 2007  | |
| Hohefels         | 2058        | 9435820     | März 2008      | 2008: CMA CGM Meknes, 2016: Hohefels, 2017: AS Laguna, 2021: MSC Manon                                                              |
| Medbaykal        |             | 9437206     | Oktober 2007   | 2013: Tanja A., 2014: Vega Tau, 2016: Contship Quo                                                                                  |
| Vega Nikolas     | 2061        | 9449687     | Juni 2008      | 2016: JSP Amihan, 2021: MSC Amihan F                                                                                                |
| Spica            | 2062        | 9449699     | September 2008 | 2019: Vega Juno, 2022: Contship Eve, 2024: Scarletta                                                                                |
| Solitas H        | 2093        | 9508299     | Januar 2009    | 2009: Vega Aquila, 2015: Max Value, 2018 Atlantic Peach, Totalverlust nach Aufgrundlaufen auf einer Mole in Tripolis im Januar 2019 |
| Vega Scorpio     | 2094        | 9491599     | Juni 2010      | 2024: Contship Gem |
| Vega Virgo       | 2095        | 9491604     | Oktober 2010   | 2021: Safeen Pearl |
| Vega Sagittarius | 2096        | 9491616     | Januar 2012    | 2022: MSC Sagittarius F |